# Adriano Manzino
Adriano Manzino (Ghislarengo, 16 gennaio 1933) è un ex calciatore italiano, di ruolo attaccante.

## Carriera
Dopo aver disputato una gara in Serie A con il Novara nella stagione 1953-1954 e due campionati di Promozione marchigiana con la Vis Pesaro, torna a giocare con i piemontesi in Serie B nel 1956-1957, disputando cinque campionati per un totale di 121 presenze e 29 reti.
Nel 1961 passa al Casale in Serie C.